# Volkswagen Passat
O Passat é um automóvel de segmento D fabricado pela Volkswagen AG. Produzido em várias gerações desde 1973, ele se situa entre o Volkswagen Golf/Jetta e o Phaeton na atual linha de produção da VW. Atualmente produzido na fábrica da VW em Emden, Alemanha, é normalmente chamado de Passat nos mercados europeus, mas recebeu vários outros nomes tais como Dasher, Santana e Quantum, particularmente em mercados das Américas.
O Passat sempre foi um dos modelos mais importantes da Volkswagen, situando-se no mercado de sedans médios. Sua introdução em 1973 foi decisiva, pois as vendas do Volkswagen Fusca estavam caindo, e os outros modelos maiores de tração traseira como o 411 e 412 não estavam se saindo bem no mercado. Seguindo a aquisição da Audi pelo grupo Volkswagen em 1964, a Volkswagen pode usar a recém adquirida engenharia necessária para desenvolver um moderno carro de tração dianteira com motor refrigerado a água, e assim o Passat e o Golf (1976) foram os primeiros de uma nova geração de Volkswagens. De fato, o primeiro Passat foi baseado no Audi 80, permitindo que ele competisse de igual para igual com seus rivais europeus, diferente dos seus antecessores com motorização traseira a ar. Até 2007, o Passat segue como um dos modelos mais vendidos e mais lucrativos da Volkswagen em quase todos os mercados.
Eleito pela Revista Autoesporte o Carro do Ano de 1975 e de 1980.

## 1ª Geração, Mark 1 (1973–1981)

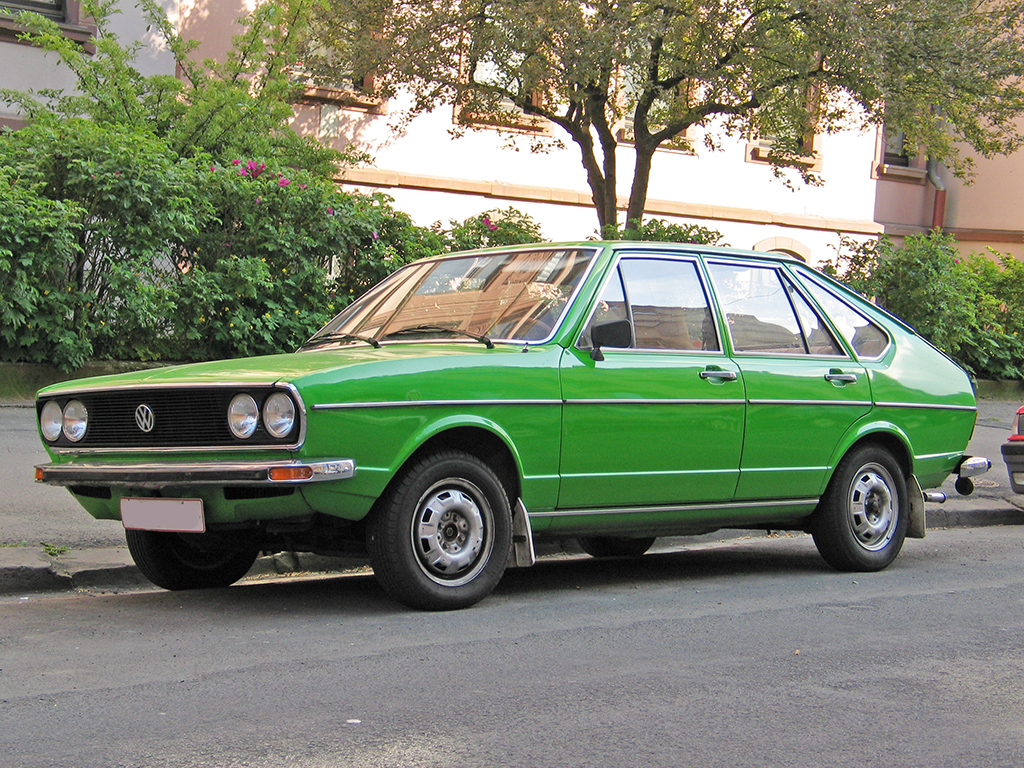
Passat B1 (Alemanha).

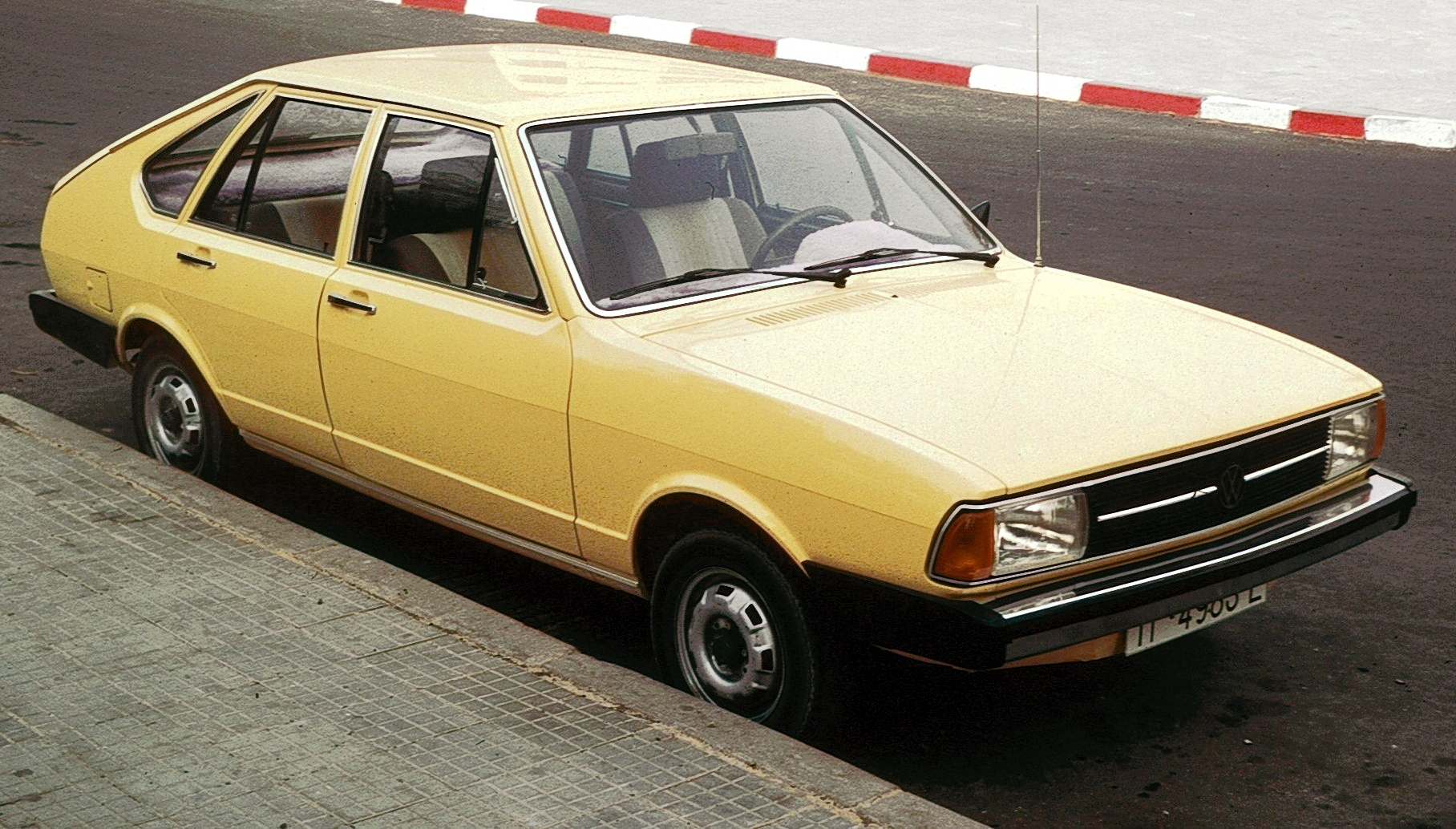
Passat B1 1979-1982 (Brasil).

O Passat original, plataforma "B1", foi lançado em 1973 como modelo 74, como um dois volumes e meio médio de 2, 3, 4 ou 5 portas (e posteriormente uma versão SW de 5 portas). Era de certo modo apenas uma versão do sedan Audi 80, lançado um ano antes. Nunca foi produzida uma versão sedan nessa geração do Passat, de modo que os modelos Audi e Volkswagen tinham carrocerias diferentes e não competiam diretamente. Porém, visualmente, pouca coisa além da grade diferenciava o Passat (desenhado por Giorgetto Giugiaro) e o Audi 80. A versão europeia estava disponível com faróis hexagonais ou redondos, dependendo das especificações do modelo.
No Brasil o Passat surgiu em 1974 - um ano depois da versão europeia - mas apenas na versão fastback, nas versões standard e L e com motor 1.5. A sua primeira carroceria no Brasil foi a de 2 portas. Em 1975 foi lançada a versão de 4 portas e as versões LM e LS. Em 1976 foi lançada a de 3 portas assim como a versão 2 portas TS, com motor 1.6 e carburador solex importado da Alemanha. A carroceria de 5 portas, lançada em 1977 foi uma das mais fabricadas no Brasil mas era exclusiva para exportação, sendo extremamente rara e desconhecida por muitos brasileiros, embora tenha vendido bem na América Latina, África e Europa juntamente com a versão perua de 5 portas, essa jamais existente no Brasil. Em 1978 foram lançados os modelos LSE (também conhecido como "Passat Iraquiano", pelo fato de ter sido exportado para o Iraque), com 4 portas, mecânica do esportivo TS e encostos de cabeça no banco traseiro e o modelo Surf, destinado ao público jovem mas que disfarçava uma tentativa de fazer um modelo mais barato sem aspecto espartano. Em 1979 o Passat brasileiro ganha: nova dianteira herdada do Audi 80 fabricado de 1976 a 1978 e também novos para-choques com desenho mais reto e robusto. Em 1981 a maior mudança visual do Passat brasileiro são os piscas traseiros que passam a ser na cor âmbar (que antes eram usados apenas para exportação) ao invés de totalmente vermelhos.
Em 1983 o Passat passa a ter quatro faróis retangulares situados em molduras, o TS passa a se chamar GTS e surge a versão GLS. No ano seguinte todas as versões ganham "nomes" complementares às versões. Uma versão básica, chamada Special, o LS recebe o nome Village, o GTS vira GTS Pointer, logo em seguida com motor 1.8 do Santana, e o LSE é o LSE Paddock.
Em 1985 o Passat ganha para-choques envolventes (semelhantes aos que viriam a ser usados no Gol somente dois anos depois) e novas lanternas traseiras frisadas e deixam de ser fabricadas as versões de 3 portas e o LSE. Em 1988 o Passat deixa de ser fabricado no Brasil.

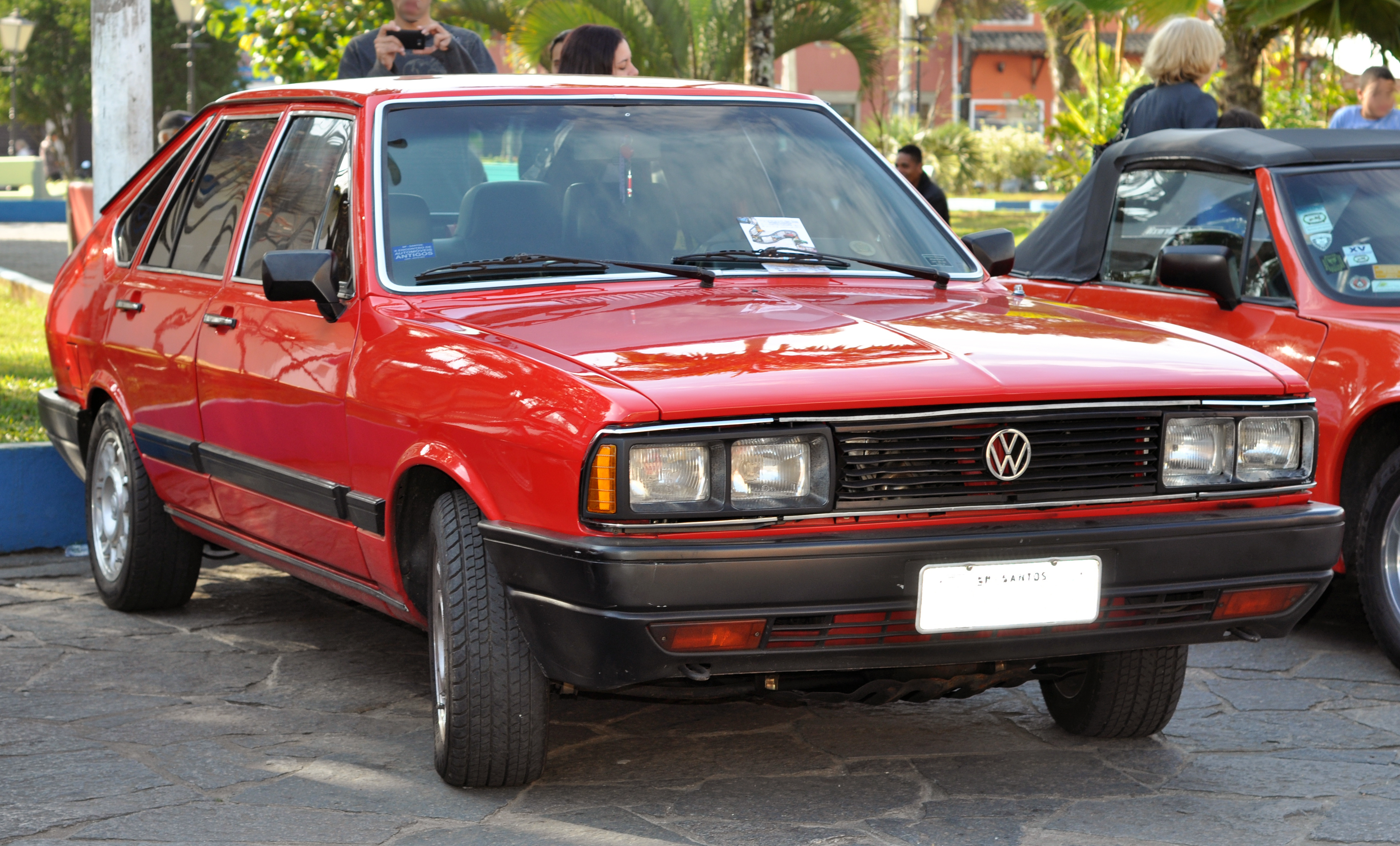
Passat B1 1982-1988 (Brasil).

Na Europa, ele foi um dos primeiros carros familiares modernos, e se propunha a substituir os ultrapassados 411/412, e o K70 (baseado num projeto da NSU). Interessante notar que ele foi um rival da primeira geração do Opel Ascona, que viria a se tornar o Chevrolet Monza no Brasil (e competir com o Santana). Na América do Norte, o carro se chamava Dasher.
O Passat usou os motores de 4 cilindros em linha longitudinais OHC 1.3 L, 1.5 L, e 1.6 L, a gasolina, também usados no Audi 80. No Brasil foi o pioneiro no uso da correia dentada. Possuía suspensão dianteira MacPherson com um esquema eixo rígido/molas na traseira.
O motor SOHC 1.5 produzia 65 cv líquidos (78 brutos) e foi ampliado para 1.6 litros em 1976 no modelo TS. O motor maior desenvolvia 80cv líquidos (96 brutos).
O Passat de 4 portas foi muito exportado para o Iraque entre 1983 e 1986, onde muitos ainda rodam, com seu interior em tom vinho e seus quatro faróis retangulares. Este Passat ficou conhecido aqui como "Passat Iraque". Foi também montado na Nigéria.
No Brasil esta linha recebeu inúmeros aprimoramentos da linha B2 (Santana), como os motores AP 1.6/1.8 e o câmbio de 5 marchas.

## 2ª Geração, B2 (1981–1988)

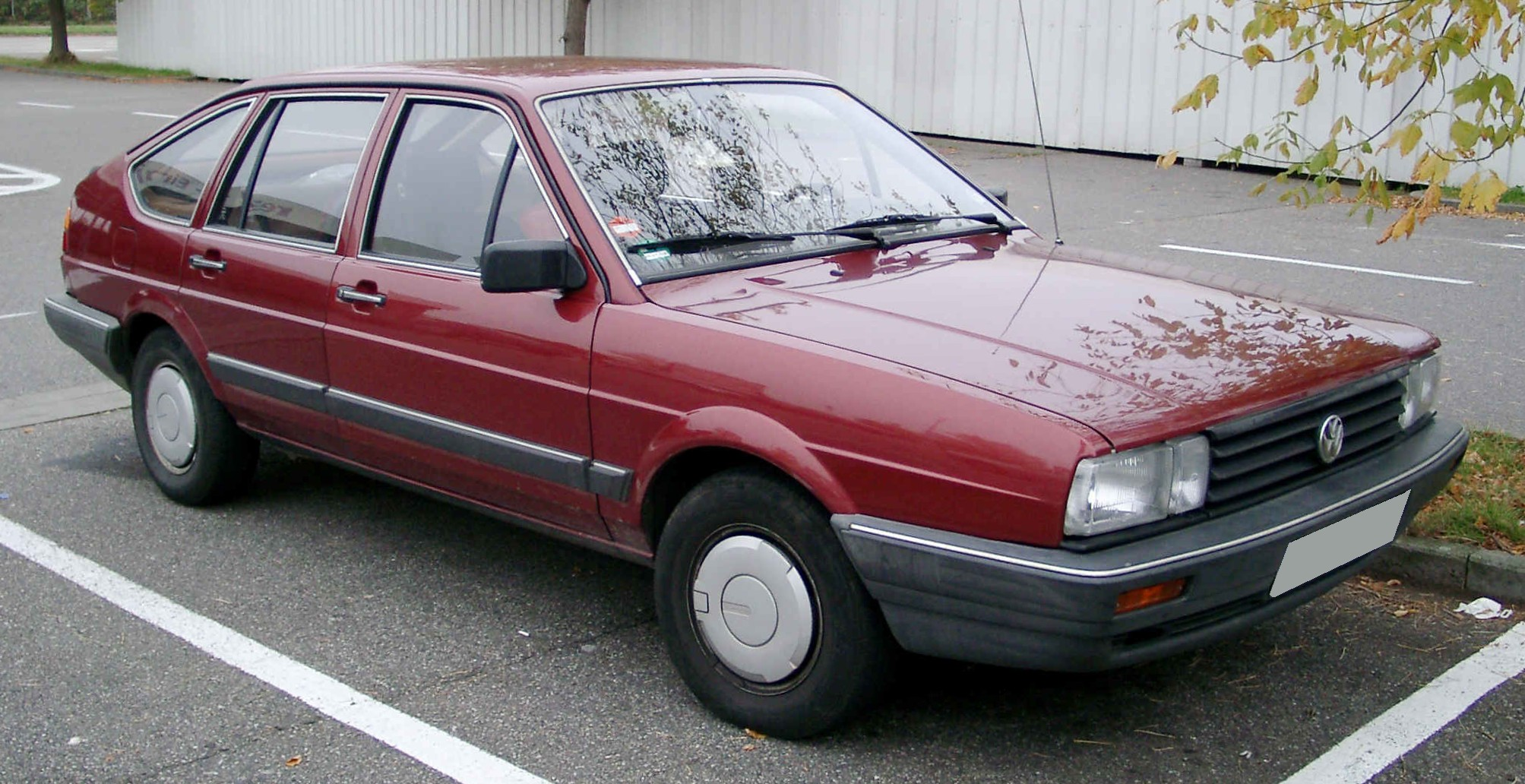
Segunda geraçao hatchback.

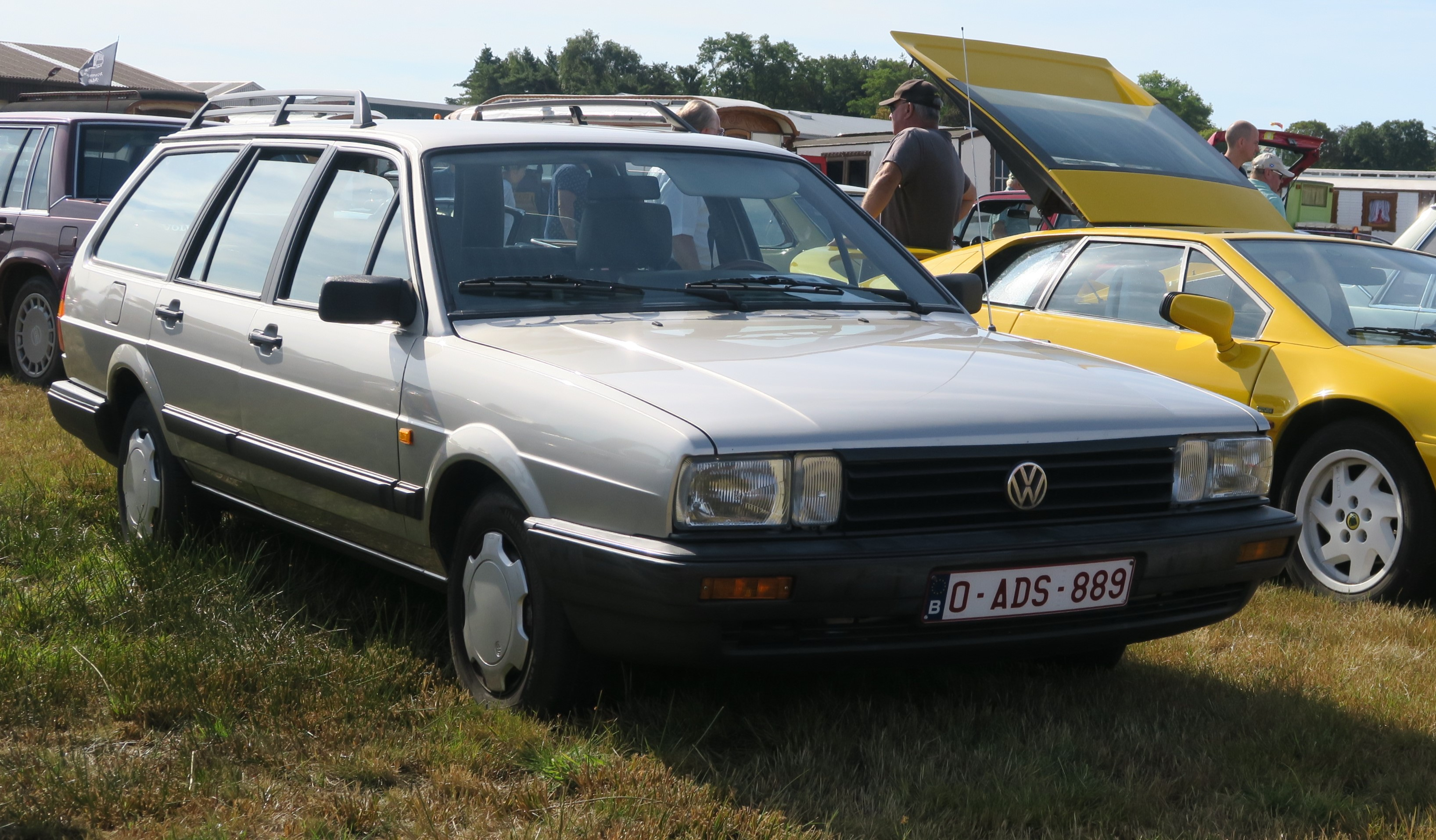
Passat Variant B2 (Europa).

A segunda geração do Passat, bastante reestilizada, foi lançada em 1981 como modelo de 1982. A plataforma, chamada de B2, teve a região posterior ao eixo traseiro aumentada, embora fosse instantaneamente reconhecível como um Passat. O carro foi lançado como Quantum (toda a linha) na América do Norte em 1982, como Santana (apenas o sedan) e Quantum (SW) no Brasil, em 1984, Corsar, no México de 1985 a 1988, e Passat na África do Sul até 1987.
Vale notar que o nome Santana foi usado também na Europa para designar o sedan até o início de 1985, o que poderia sugerir que a Volks planejava desenvolver uma outra linha a partir dele. A linha recebeu uma pequena reestilização nesse ano, com o sedan compartilhando a mesma frente e traseira do resto da linha.
A motorização (ainda 4 cilindros em linha) era mais diversificada do que nos anos anteriores, e incluía um 2.0 a gasolina e 1.8 a diesel, além dos já anteriormente disponíveis na plataforma B1.
No Brasil, esta geração do Passat continuou a se chamar Santana/Quantum mesmo depois de 1985 (principalmente por que a plataforma B1 não sairia de linha até final da década de 80 por aqui). Dentro dos termos de uma joint venture com a Ford chamada Autolatina, o carro foi vendido sob a marca Ford Versailles/Royale e Ford Galaxy na Argentina.
A Royale, equivalente a Quantum/Passat SW, possuía apenas 3 portas, diferente da versão Volkswagen, disponível apenas com 5 portas no Brasil. Embora modelos 3 portas fossem populares no país naquela época, conta-se que o real motivo era que a Volks não queria que a Royale competisse com a Quantum no segmento 5 portas.
Esta 2ª geração do Passat ainda é fabricada na China, com a mesma restilização utilizada na 2ª geração do Santana brasileiro, sob o nome Santana 2000, na fábrica da Volks em Shanghai.

## 3ª Geração, Mark 3 (1988–1993)

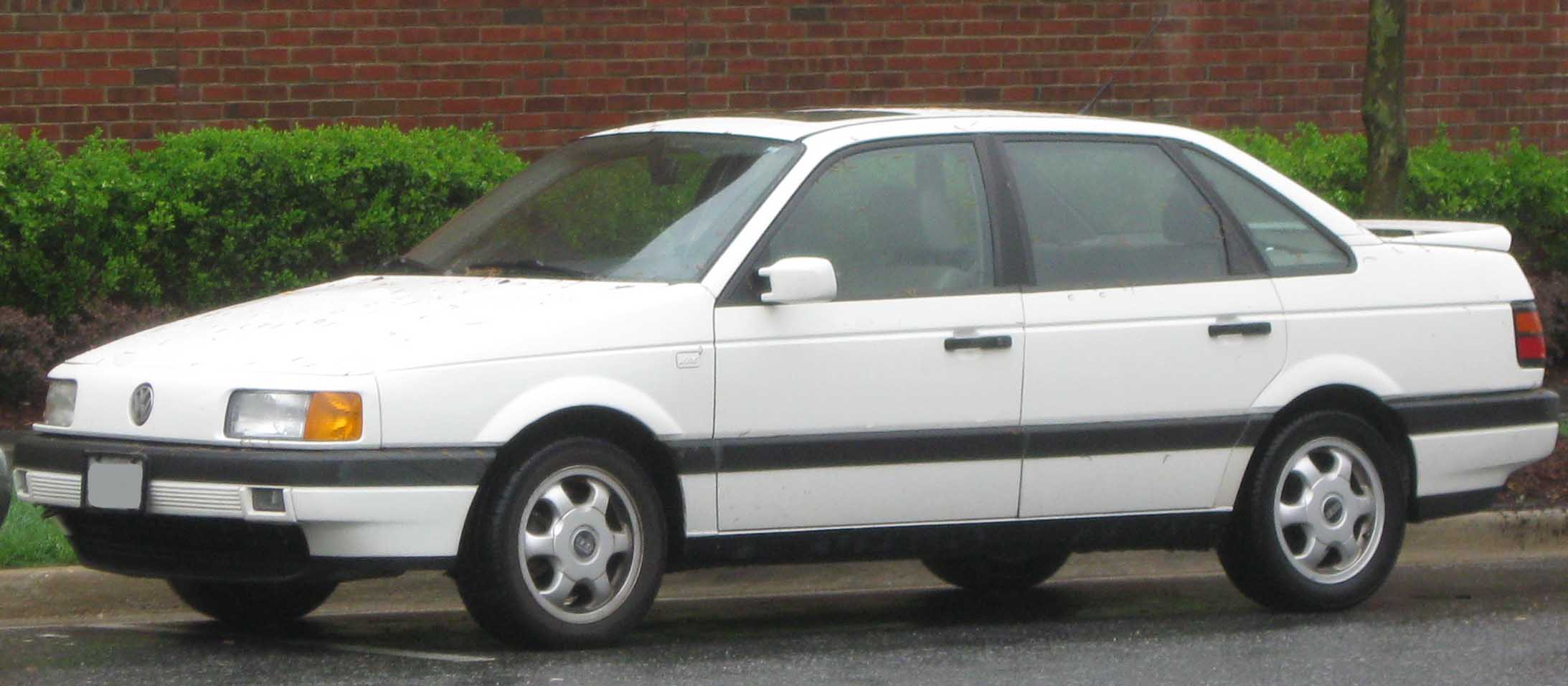
Terceira geração sedan.

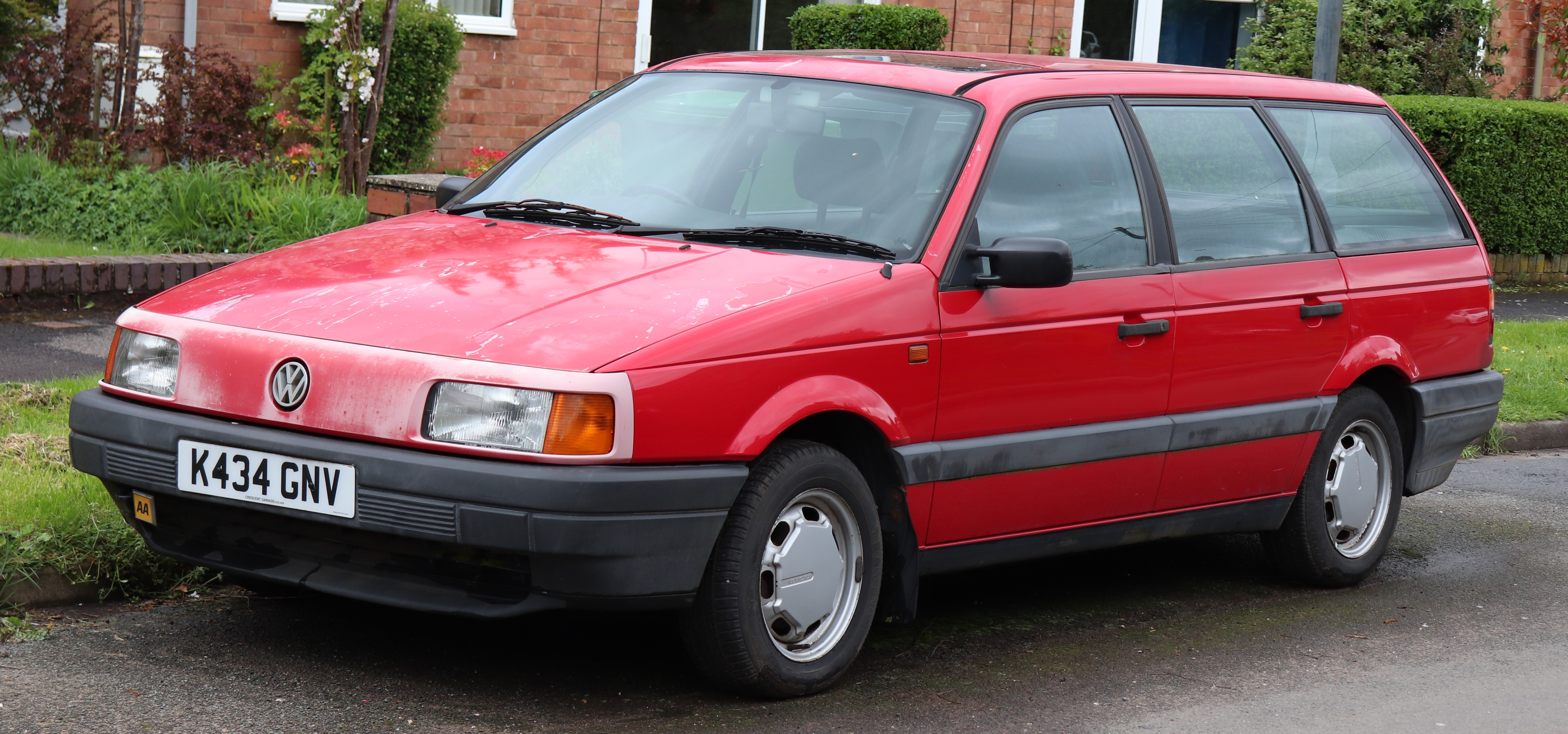
Passat Variant B3 (Europa).

A terceira geração do Passat, também chamada de Volkswagen Vento, lançada em 1988, era um carro totalmente novo. Suas formas curvilíneas romperam com a aparência angulosa de seu predecessor. A ausência de grade frontal fazia o carro lembrar antigos Volkswagens a ar, tais como os 411. Esta geração chegou a ser vendida ou importada para o Brasil, mas não oficialmente pela montadora, e sim por importadores particulares, sendo possível observar, isolada e rarissimamente, alguns desses modelos circulando pelo país.
Apenas a versão sedan e a station wagon estavam disponíveis, marcando o fim da dois volumes e meio das gerações anteriores. A versão station wagon era denominada Passat Variant.
Os motores com injeção eletrônica eram novos e mais potentes e refinados do que os carburados anteriormente usados. Eles eram montados transversalmente, e o assoalho foi modificado para receber o sistema Syncro 4x4 da Volkswagen. O novo motor 2.8 V6 VR6 da Volkswagen (também usado no Golf) foi disponibilizado em 1991, dando ao Passat topo de linha uma velocidade máxima de 224 km/h.

## 4ª Geração, Mark 4 (1993–1996)

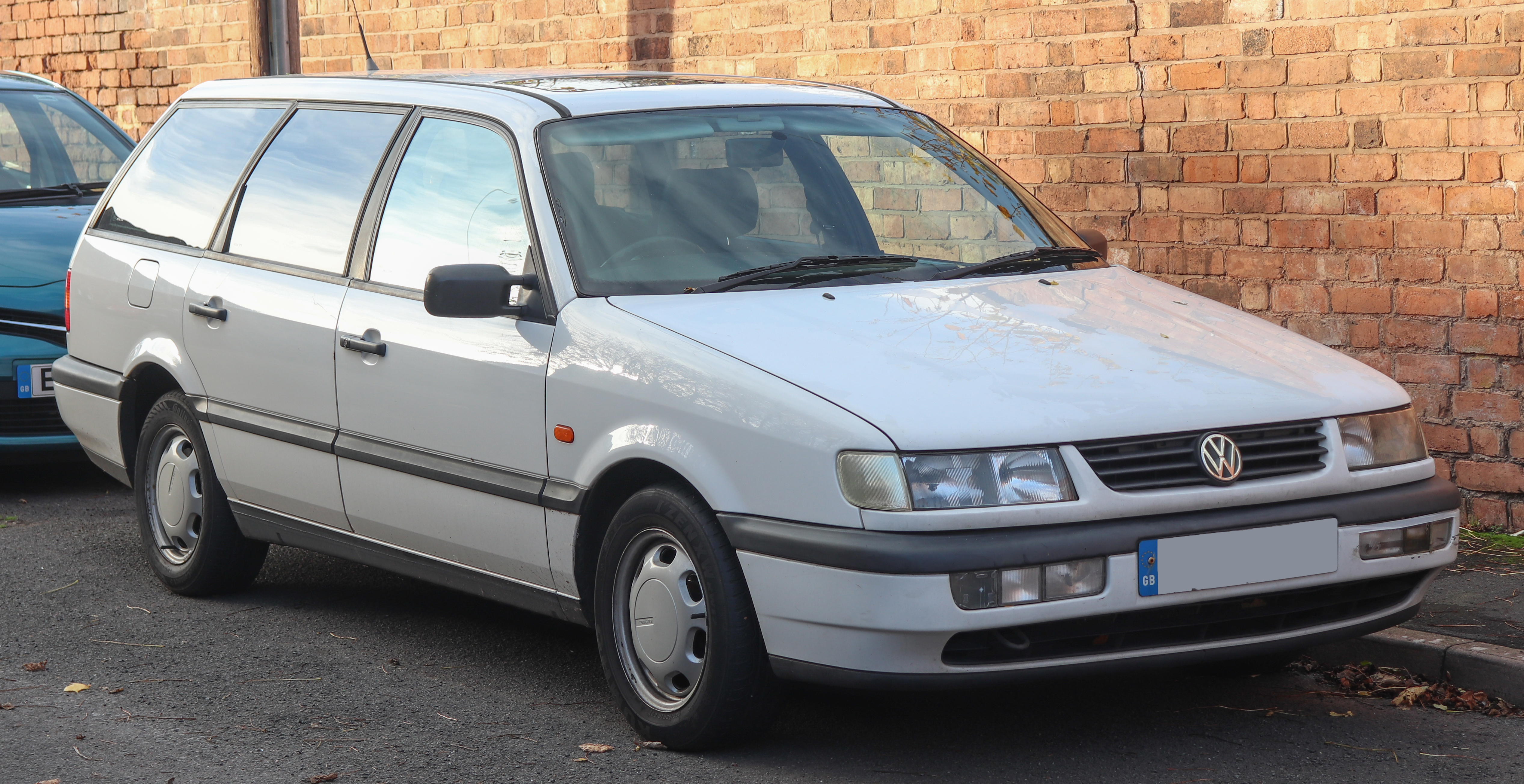
Passat Variant B4 (Europa).

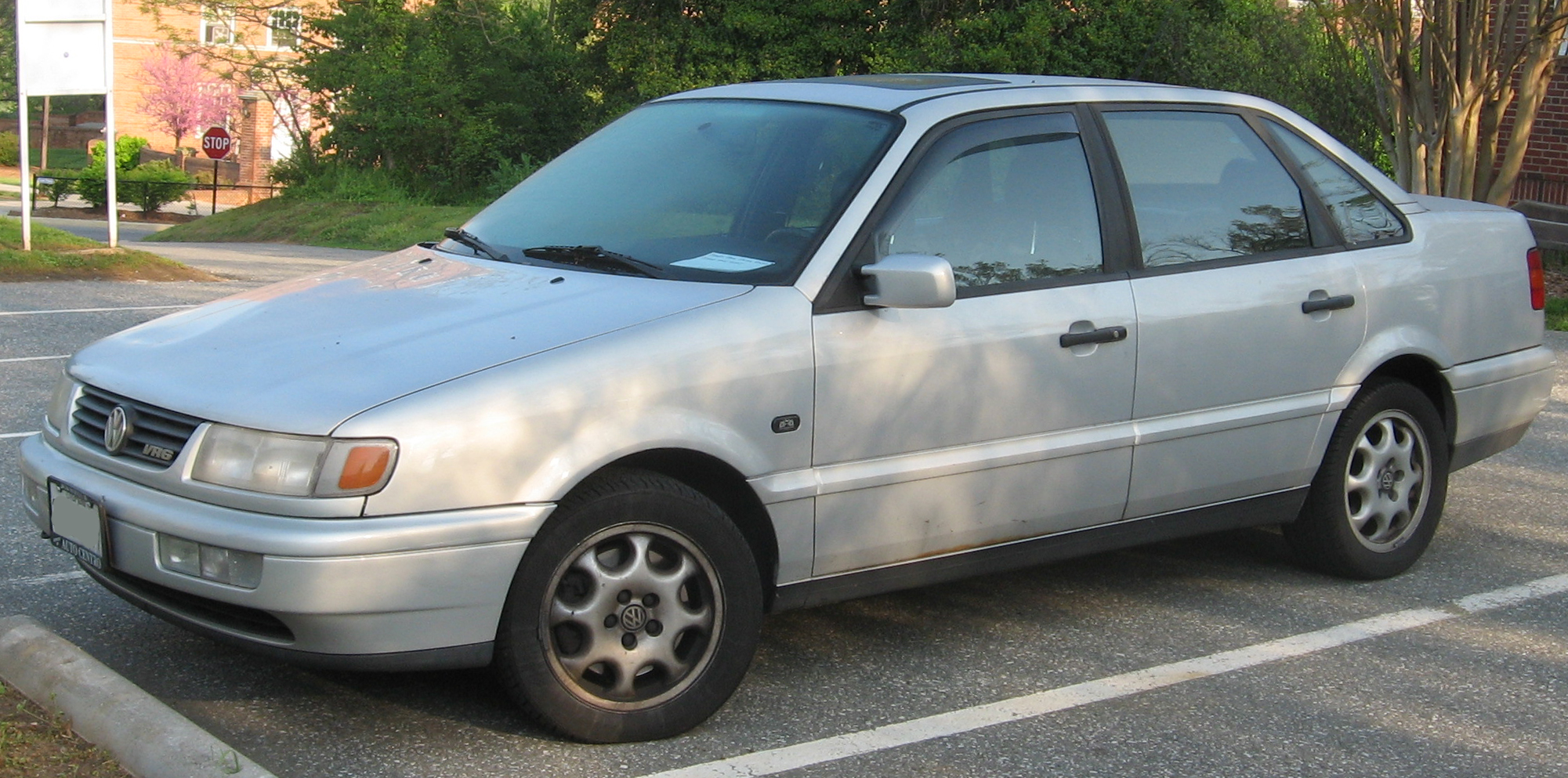
Quarta geração sedã.

O Passat Geração 4 foi na verdade um Geração 3 restilizado, mas a Volkswagen renomeou a plataforma para B4. O carro tinha mecânica praticamente idêntica ao Geração 3, com a mudança mais óbvia na reintrodução de uma grade frontal, para acompanhar o estilo de modelos contemporâneos tais quais o Polo. O interior foi melhorado e equipamentos de segurança tais como um air bag duplo foram também adicionados.
O carro tinha a opção de um motor TDI diesel, um 4 cilindros em linha 1.9 L turbo diesel, gerando 210 N·m de torque a 1900 rpm, 90 cv (66 kW) a 3750 rpm.
Contou ainda com os ótimos motores VR4 (4 cilindros) e VR6 (6 cilindros)..
Essa plataforma também foi adotada pela Audi com o lançamento do novo Audi 80/80 Avant (SW).
Foi o primeiro Passat a ser importado no Brasil, em duas versões, a 2.0 de 115 cv e a VR6 de 174 cv.

## 5ª Geração, B5 (pré-facelift,1996–2000/2001)

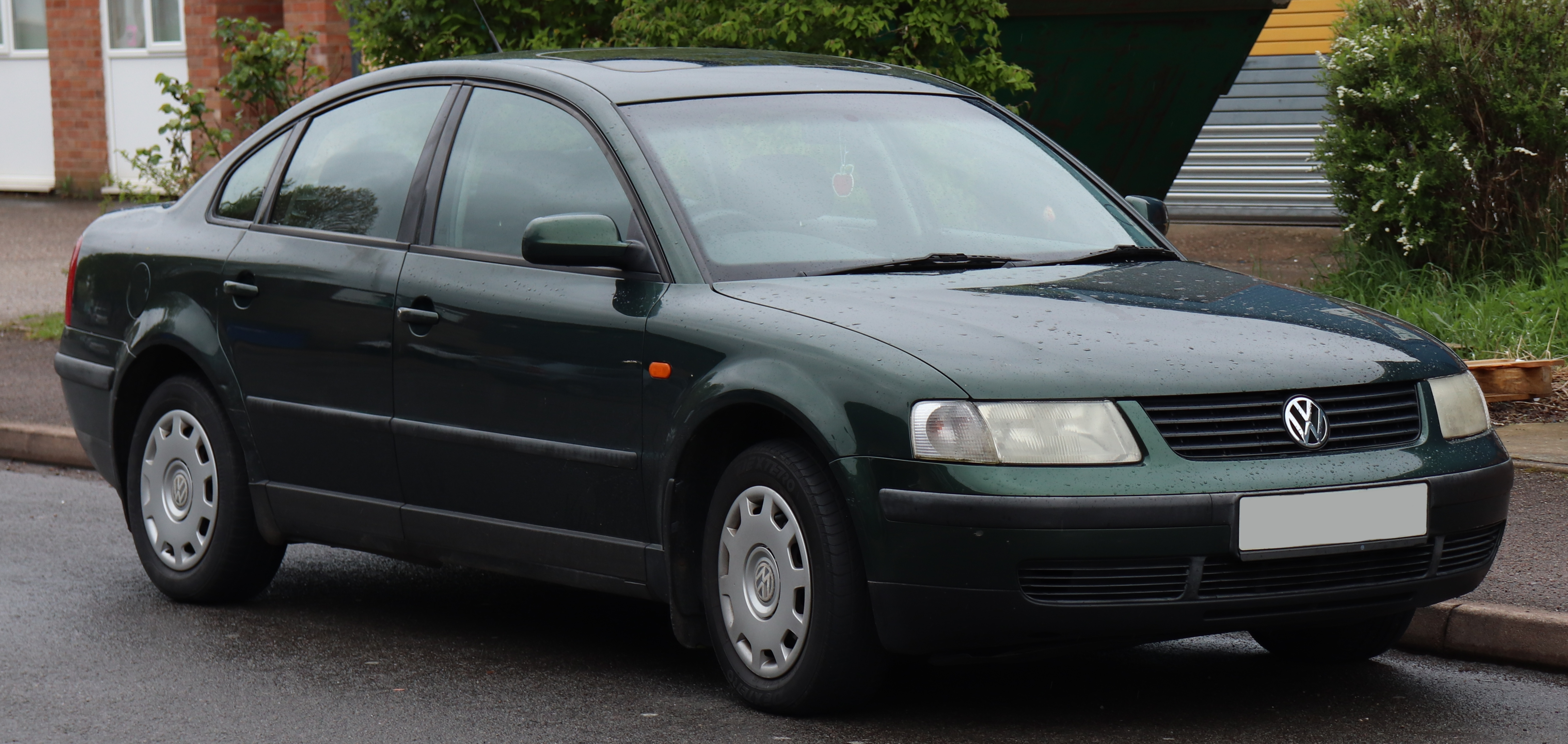
Passat B5 (Europa).

O Passat de quinta geração foi lançado em 1997, e era um carro inteiramente novo, ao contrário da geração anterior. Um fato marcante é perceber que a Volkswagen voltou a adotar a base Audi para este modelo, com motor em posição longitudinal. Esta geração marcou a ida da Volkswagen para o segmento de carros mais sofisticados (deixando o segmento de baixo custo para suas marcas SEAT ou Skoda), e pondo o Passat novamente entre os antigos rivais como o Ford Mondeo e o Opel Vectra, e até mesmo carros mais luxuosos como os BMW Série 3 e os Mercedes Classe C. Na verdade ele indubitavelmente tomou parte do mercado de seu "irmão" Audi A4.
O mais notável nesta geração do Passat era sua boa dirigibilidade, tão boa quanto a de um Mercedes Benz ou BMW. O interior era também luxuoso e bem equipado, com uma longa lista de acessórios tais quais janelas elétricas, ar condicionado, CD-Player, espelhos elétricos, teto-solar elétrico e bancos de couro.
Esta geração possui suspensão frontal 4-link, e tração integral (Passat Syncro) foi mais tarde disponibilizada, dando excelente tração. O Passat B5 compartilhava sua plataforma com o Audi A4. A motorização era inteiramente nova com motores a gasolina 1.8, 2.0, 2.3 e 2.8, incluindo um 4 cilindros 1.8 L turbo, ou um 2.8 L V6, para além dos modernos 1.9 TDI. A transmissão poderia ser manual de 5 marchas ou automático na maioria dos modelos. Esta versão possui a suspensão de 4 links(four link) que utiliza quatro braços de alumínio em cada roda dianteira, em vez do sistema McPerson, muito mais simples. Se por um lado a suspensão four link agrega melhor dirigibilidade e estabilidade, por outro é mais dispendiosa em termos de manutenção. E requer com mais frequência a troca das buchas dos braços, e em certos casos a troca do mesmo, que empenam com facilidade em casos mais extremos.

### 5,5ª Geração, B5,5 (facelift,2000/2001–2005)

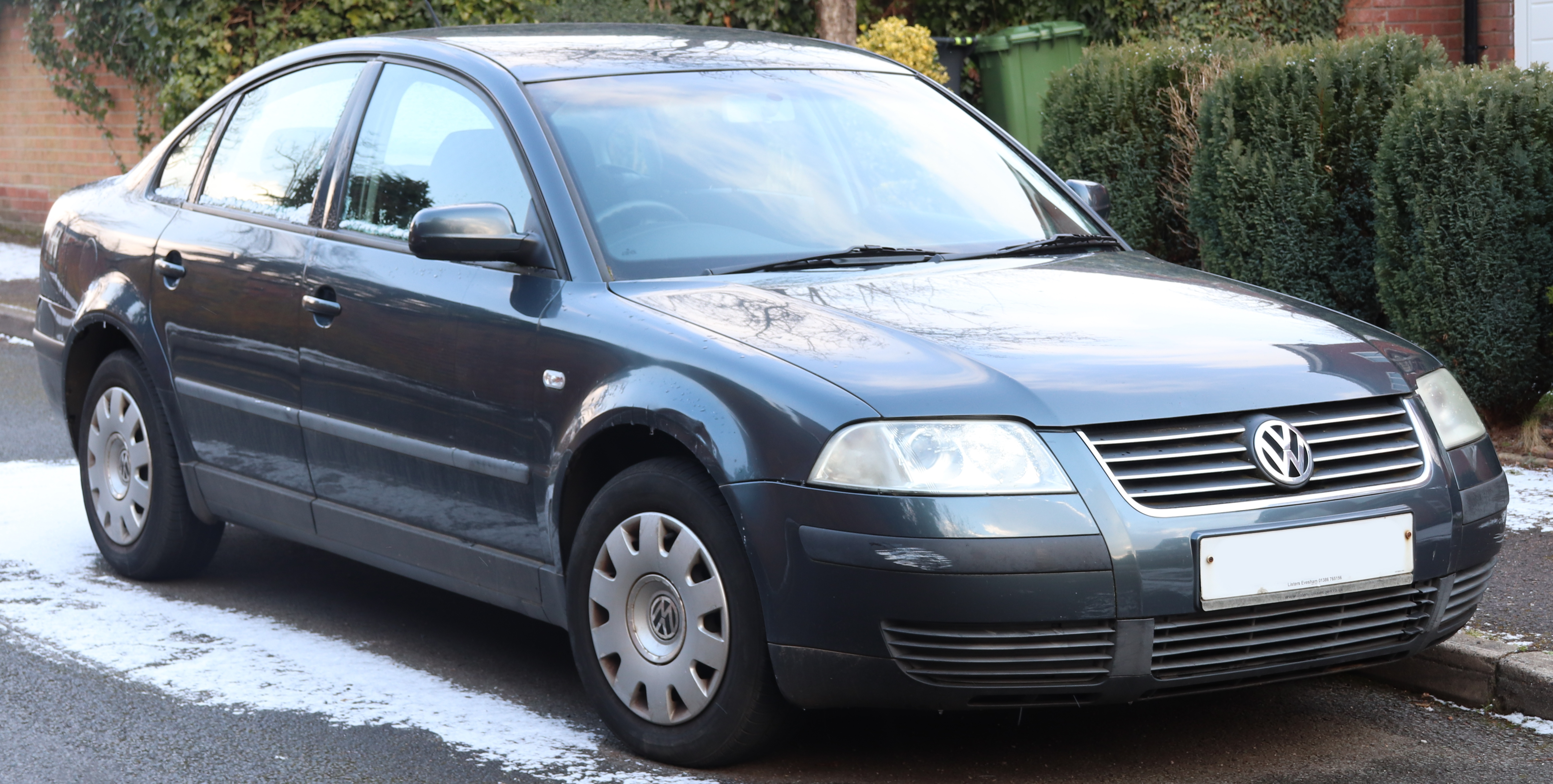
Passat B5.5 (Europa).

Em finais do ano 2000/inicios de 2001, o Passat B5 recebeu uma reestilização, com algumas melhorias no estilo e algumas mudanças mecânicas. Embora a maior parte da carroceria permanecesse a mesma, novos faróis de projeção óptica e para-choques deram ao carro uma nova aparência. O Passat ainda era basicamente o confortável, bem-projetado e luxuoso sedan grande e carrinha(Volkswagen Passat Variant) que era quando foi lançado, quatro anos antes. Os tradicionais atributos de qualidade e confiabilidade da Volkswagen só ajudaram na reputação do Passat.

### Versão W8
Em 2001, surgiu uma versão da Volkswagen Passat com oito cilindros em W que seria o único carro de produção com este tipo de motor.
O carro tinha 275 cavalos de potência, tração integral, 4.0 de cilindrada, 6000 rotações/minuto, 250 kmh, 6,8 segundos dos 0 aos 100 quilómetros/hora e ainda 375nm de binário, sendo que era considerado um desportivo. Era muito poluente por ter 314g/km, um valor que seria ilegal em dias de hoje.

A versão W8 acabou com a 6ª Geração devido á posição do motor. Em Portugal só foram vendidas 2 unidades desta versão do Passat.

## 6ª Geração, B6 (2005–2010)

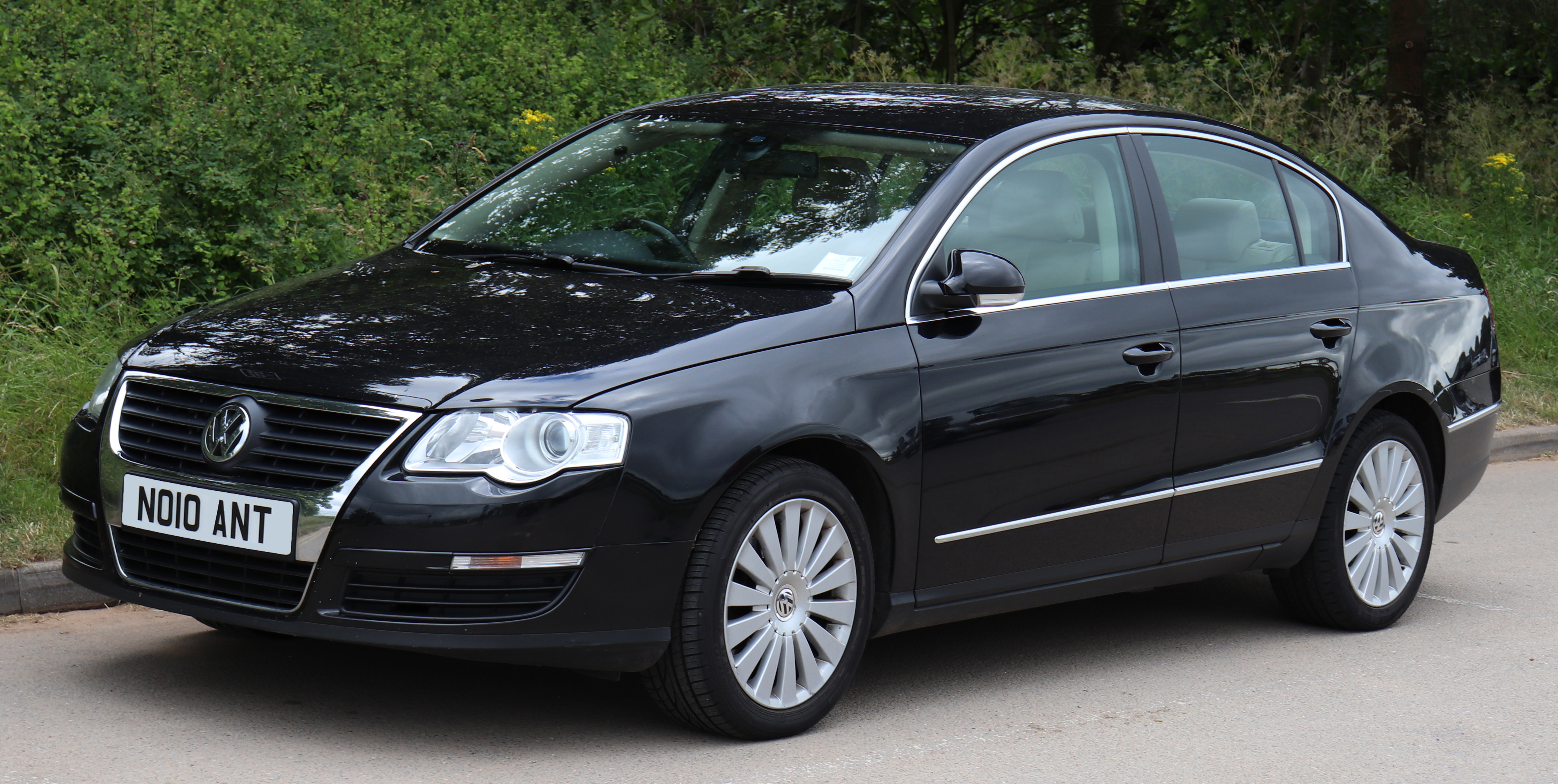
Passat B6 (Europa).

O mais novo Passat, demonstrado pela primeira vez no salão de Genebra de março de 2005, foi lançado na Europa no mesmo ano.
Abandonou a utilização da base Audi (motores na longitudinal) e voltou a utilizar motor na transversal, pois utiliza plataforma modificada do Golf Mk5 (PQ46). Isso também levou ao abandono do raro Passat W8, da suspensão four link na dianteira, retornando ao sistema McPherson e ao abandono do diferencial central Torsen, cedendo lugar ao mais barato Haldex multi-plate clutch. Tal fato faz com que o carro se comporte mais como uma versão de tração dianteira, com subesterçamento e mais economia de combustível. O Haldex pode direcionar a força mais desigualmente que o Torsen, que é limitado a 66:34 ou 34:66 no Passat B5. Isso pode ajudar no desatolamento em trechos arenosos, embora o Passat esteja longe de ser um veículo off-road.
Injeção estratificada de combustível é usada em quase todas as versões do Passat, desde a 1.6 até a 3.2L, mas a versão multiválvulas 2.0L turbo é a mais vendida na Europa. Versões de 6 marchas manuais ou automáticas também estão disponíveis.
É também novidade nessa plataforma a substituição das denominações GL, GLS, e GLX pelas formas mais simples de classificar a motorização(2.0T, 3.6L, TDI, etc.).

## 7ª Geração, B7 (2010–2014)

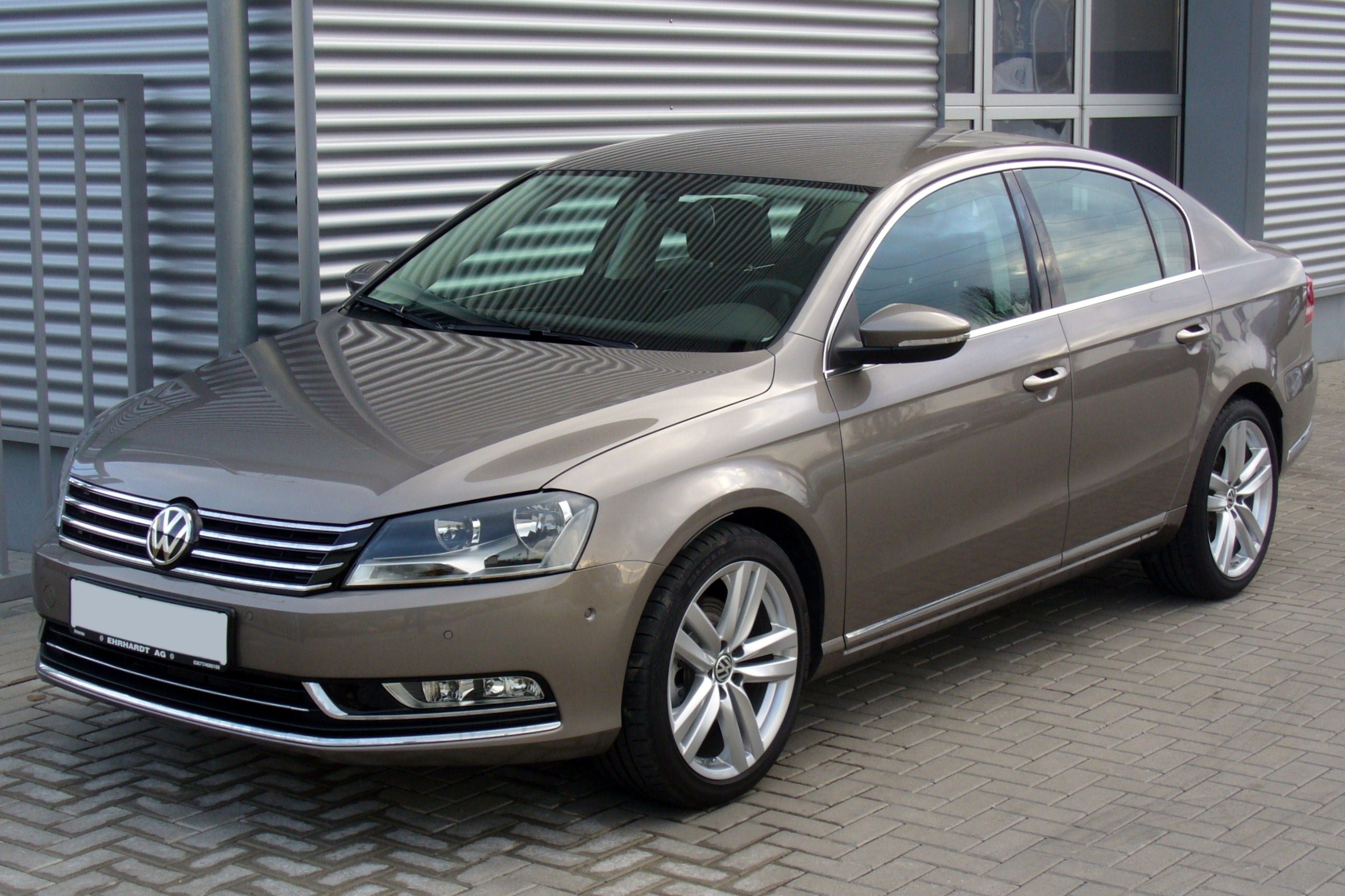
Passat B7 (Europa).

A 7.ª geração do Volkswagen Passat sofreu poucas alterações em relação à 6.ª. As principais alterações foram a nível estético. A gama Passat da 7.ª geração em Portugal é composta pelas seguintes motorizações (todas a diesel):
- 1.6 TDI (105 cv às 4400 RPM e 250 Nm às 1500 RPM)
- 2.0 TDI (140 cv às 4200 RPM e 320 Nm às 1750 RPM)
- 2.0 TDI (170 cv às 4200 RPM e 350 Nm às 1750 RPM)

## 8ª Geração, B8 (2015-presente)

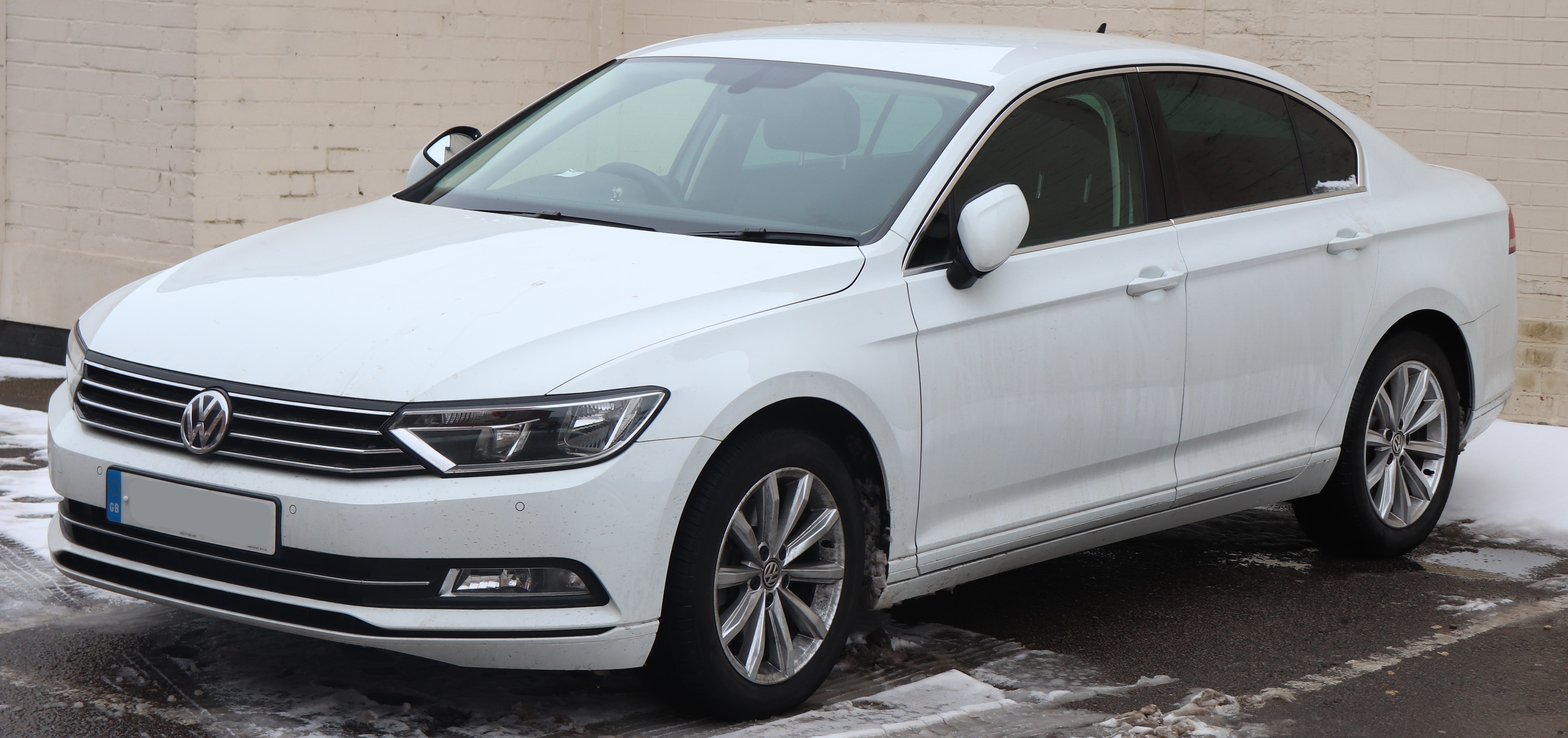
Passat B8.

O modelo de oitava geração foi introduzido em novembro de 2014 na Europa Continental como um sedan de quatro portas e uma perua. Seguindo outros veículos de passageiros do Grupo Volkswagen, como o Volkswagen Golf Mk7, ele é baseado em uma variante estendida da plataforma MQB, uma plataforma modular de construção de automóveis projetada para carros transversais com motor dianteiro. Para reduzir o peso, foram utilizados materiais leves, como alumínio e aço formado a vácuo.

## Prémios
- Revista Quatro Rodas - Abril de 1988 - Edição 333.
- Revista Quatro Rodas - Maio de 1995 - Edição 418. Passat alemão.
- Carro do ano 1990, 1997, 2006 e 2015 em Portugal.[4]

## Especificações técnicas
- Volkswagen Passat 3.2 V6 FSI
- Passat catalogo de peças